# Enthesiopathie
Eine Enthesiopathie (von altgriechisch ἔνθεσις énthesis, deutsch ‚Ansatz‘ und πάθος páthos, deutsch ‚Leiden‘; Syn.: Enthesopathie, Enthesitis) ist eine Gruppe von krankhaften Störungen meist gelenknaher Sehnenansatzpunkte.

## Beispiele
Eine bekannte Enthesiopathie ist der sogenannte Tennisarm. Sie ist in der Regel schmerzhaft und geht mit einer nichtbakteriellen (aseptischen) Entzündung einher. Als Frühzeichen der Spondylitis ankylosans und des vergleichsweise harmlosen Morbus Forestier lässt sich die Enthesopathie auf einfachen Röntgenbildern erkennen. Ein häufiger Nebenbefund sind enthesiopathische Ausziehungen am Unterrand des Sitzbeins. Sie haben keinen Krankheitswert, zeigen aber die Veranlagung des Patienten.
Nicht so selten, aber unbekannt und verkannt ist die enthesiopathische Verknöcherung der Weichteile an den Sternoklavikulargelenken.

## Behandlung
Die Behandlung ist von der Lokalisation und der Schwere der Erkrankung abhängig. Von einfacher Schonung über physiotherapeutische/krankengymnastische Maßnahmen, örtliche Injektionen mit Lokalanästhetika – oft kombiniert mit Kortikoiden – bis hin zu operativen Maßnahmen kommen viele verschiedene Verfahren zum Einsatz.